# マーク・A・Z・ディッペ
マーク・ディッペ（Mark A.Z. Dippé、1958年 - ）は、アメリカ合衆国の映画監督、映画プロデューサー、特殊効果スタッフ。アラスカ州出身。

## 人物
1988年、ILMに入社。その後、「アビス」（1989年）、「ターミネーター2」（1991年）、「ジュラシック・パーク」（1993年）などの大作映画の特殊効果、CGを担当。これらの作品はアカデミー視覚効果賞を受賞している。
「スポーン」（1997年）で長編映画初監督を務めた。

## 主な作品

### 監督
- スポーン（1997年）
- 彼女はホログラム・スター（2004年）
- ハロウィーンタウン3 カーニバルは大騒動（2004年）
- フランケンフィッシュ（2004年）
- Gigi（2005年）
- ガーフィールド3（2007年）
- ガーフィールド・ザ・ヒーロー（2009年）
- フィッシュ・レース2（2012年）
- The Boxcar Children (2014年)
- Ocean Quest: The Immersive Adventure (2015年)

### 製作
- Gigi（2005年）
- Alexander the Great（2006年）
- フィッシュ・レース（2006年）
- ガーフィールド3（2007年）
- Big Stan（2007年）
- コアラ・キッド（2012年）
- フィッシュ・レース2（2012年）
- The Boxcar Children (2014年)

### 製作総指揮
- ジャングル・シャッフル(2014年)

### 特殊効果
- アビス（1988年）
- バック・トゥ・ザ・フューチャー PART2（1989年）
- レッド・オクトーバーを追え!（1990年）
- ゴースト/ニューヨークの幻（1990年）
- ターミネーター2（1991年）
- ジュラシック・パーク（1993年）
- ライジング・サン（1993年）
- フリントストーン/モダン石器時代（1994年）
- コンゴ（1995年）
- ドクター・ドリトル4（2008年）
- ドクター・ドリトル ザ・ファイナル（2009年）
- ドニー・ダーコ2（2009年）
- スクービー・ドゥ!ミステリー・ビギンズ（2009年）
- パラノーマル・アクティビティ2（2010年）
- パラノーマル・アクティビティ3（2011年）
- 妖精ファイター2（2012年）